# Пленуа
Пленуа (фр. Plesnois) — коммуна на северо-востоке Франции, регион Гранд-Эст (бывший Эльзас — Шампань — Арденны — Лотарингия), департамент Мозель. Входит в кантон Маранж-Сильванж.

## География
Пленуа расположен в 280 км к востоку от Парижа и в 8 км к северо-западу от Меца. 

## История
- Впервые упоминается в 1231 году, винодельческая коммуна.
- Входил в бывшее герцогство Бар, прево де Брие.

## Демография
По переписи 2011 года в коммуне проживало 1 061 человек.

## Достопримечательности
- Старинные дома: 1580, 1700 годы.